# Leica

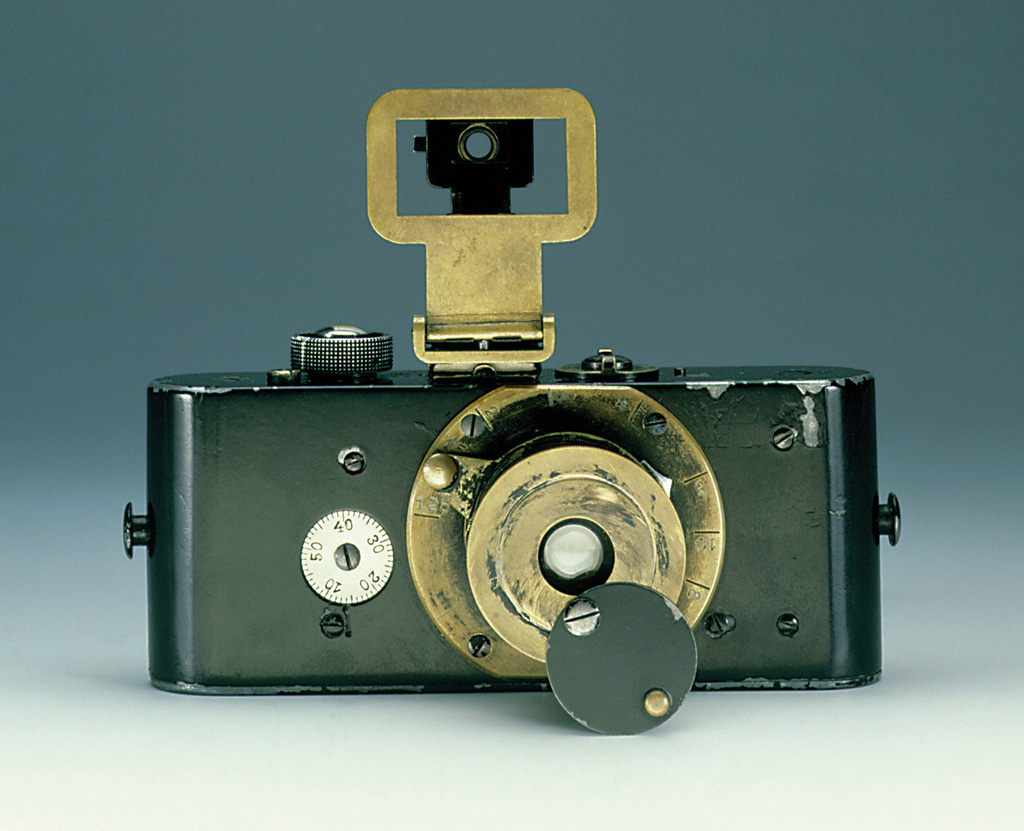
Ur Leica, 1914

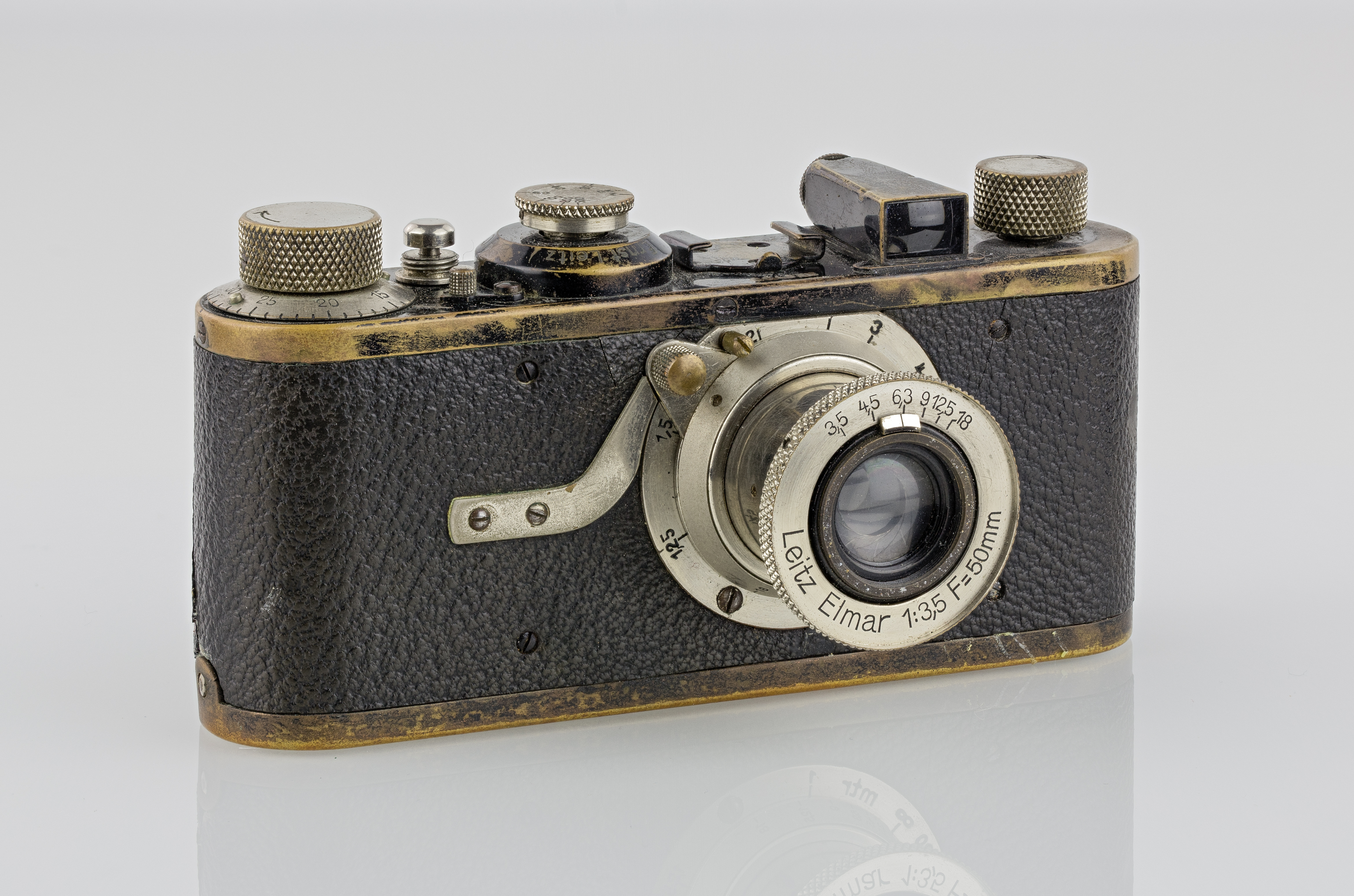
Leica I, 1927

Leica nebo Leica Camera je obchodní značka přední německé optické společnosti, která navrhuje a vyvíjí fotoaparáty od roku 1913, sériově je vyrábí od roku 1925. Sídlo společnosti je ve Wetzlaru. Společnost Leica, dříve Ernst Leitz GmbH, se v současné době dělí na tři společnosti: Leica Camera AG, která vyrábí fotoaparáty, Leica Geosystems AG, která vyrábí geodetické přístroje a Leica Microsystems GmbH, která vyrábí mikroskopy. Slovo Leica vzniklo ze spojení Leitz  Camera. Místo exponování desek v předchozích typech Leitzových kamer používala Leica standardizovaný filmový pás adaptovaný z 35 mm Edisonova svitkového filmu.

## Historie
První prototypy byly postaveny podle Oskara Barnacka roku 1913 na E. Leitz Optische Werke ve Wetzlaru. Barnack vynalezl tzv. kameru „Ur-Leica“, byl hybnou silou při vývoji a výrobě prvního kinofilmového fotoaparátu původně vynalezeného jako expozimetr pro filmaře. Bylo totiž jednodušší vyvolat kontrolní snímky na 1,6 m kinofilmu, než před každým záběrem natočit část špulky a posílat je k vyvolání. Proto měla Ur-Leica jen jeden čas 1/40, tak jako filmové kamery. Barnack trpěl astmatem a proto se snažil snížit velikost a hmotnost kamery a dalšího podpůrného zařízení používaného při fotografování v exteriéru. Jeho kinofilmový design a nová koncepce využívá malé plochy filmu k vytvoření negativu a možnost pozdějšího zvětšení v temné komoře. Jméno Barnackova psa, Hektora, přejaly některé řady objektivů Leica.
Začátek první světové války zdržel výrobu první Leicy až do dvacátých let. V letech 1923–1924 bylo vyrobeno 31 prototypů (někdy je uváděno číslo 25 prototypů) takzvané nulté série (Leica 0).
Původní Leica I (známá v USA jako Leica A) z roku 1925 byla prvním praktickým kinofilmovým fotoaparátem, který dosáhl rozsáhlého komerčního úspěchu, což mělo obrovský vliv na pozdější rozšíření 35 mm (kinofilmových) fotoaparátů ostatních výrobců. Byla představena až v roce 1925 na jarním Lipském veletrhu, kdy šéf Leicy optik Ernst Leitz, na sebe vzal riziko výroby 1000 kusů fotoaparátů. V roce 1926 byla uvedena na trh Leica II, která byla opatřena dálkoměrem.
První pokusy s fotoaparátem Schraubleica v roce 1930 jsou považovány za první plně fungující systémové fotoaparáty.

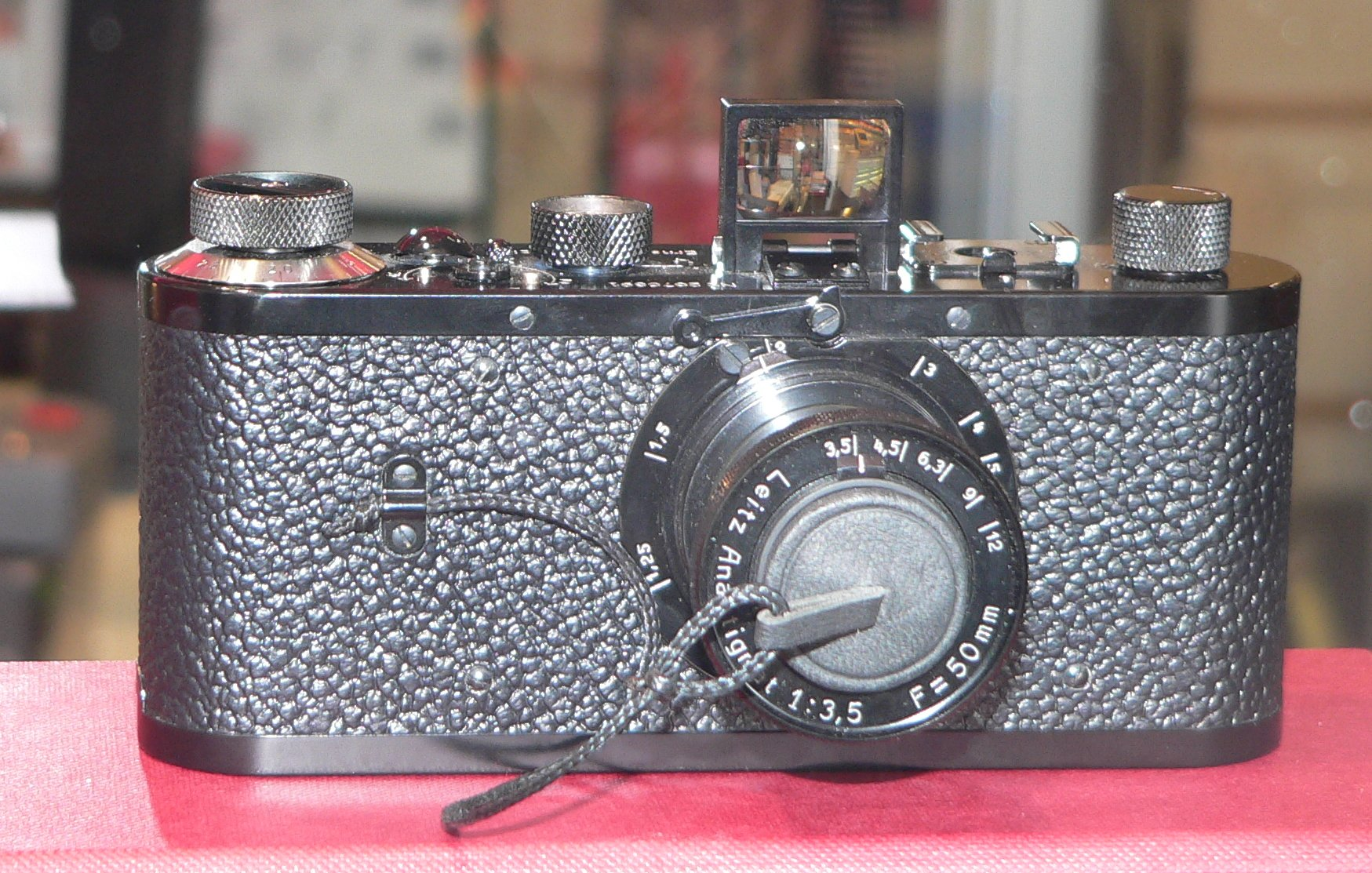
Leica 0, replika prototypu "nulté" série z roku 2004 (původní nultá série prototypů byla vyrobena v roce 1923)
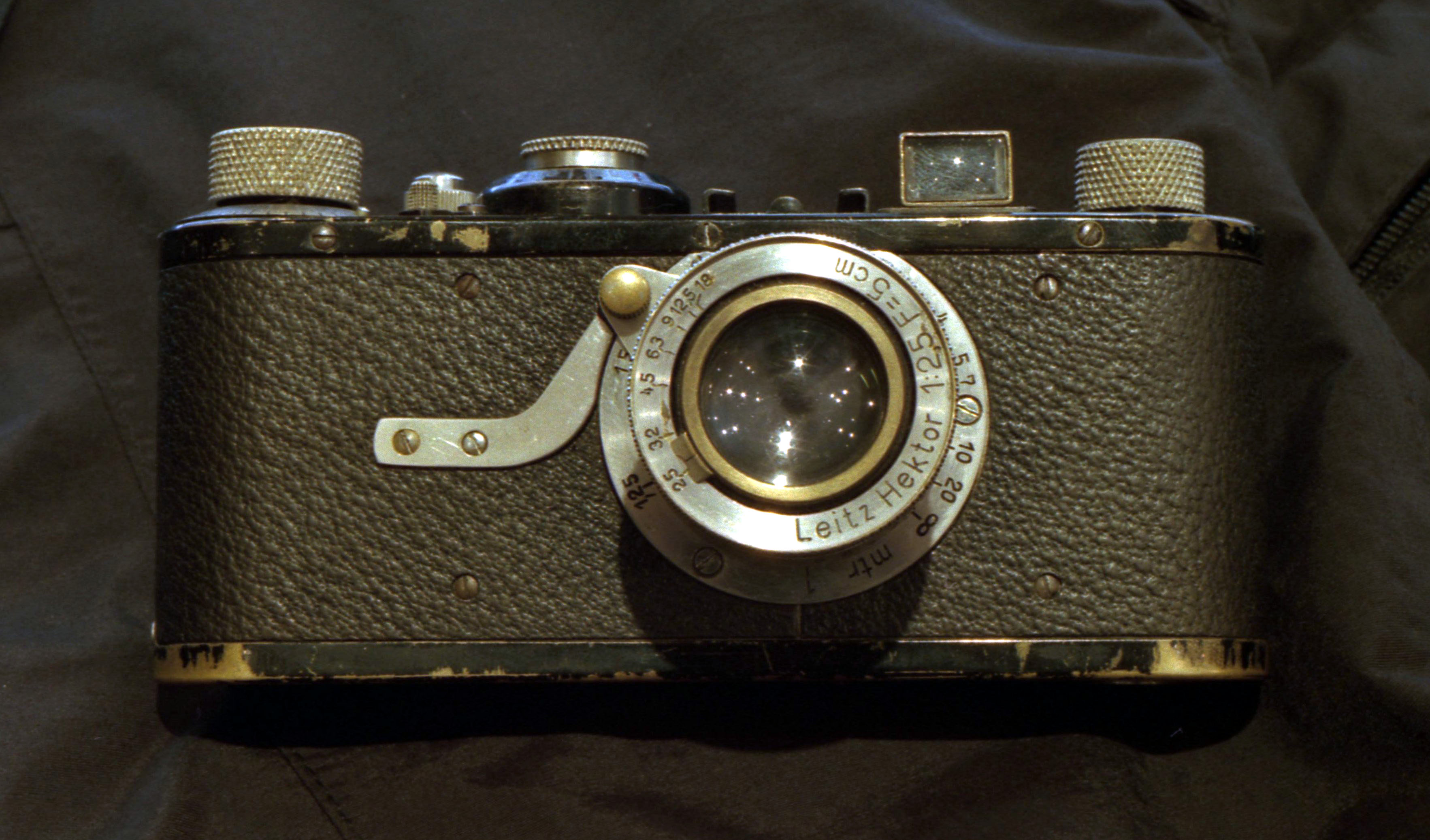
Leica I, 1925, objektiv Hektor 5 cm/1:2,5
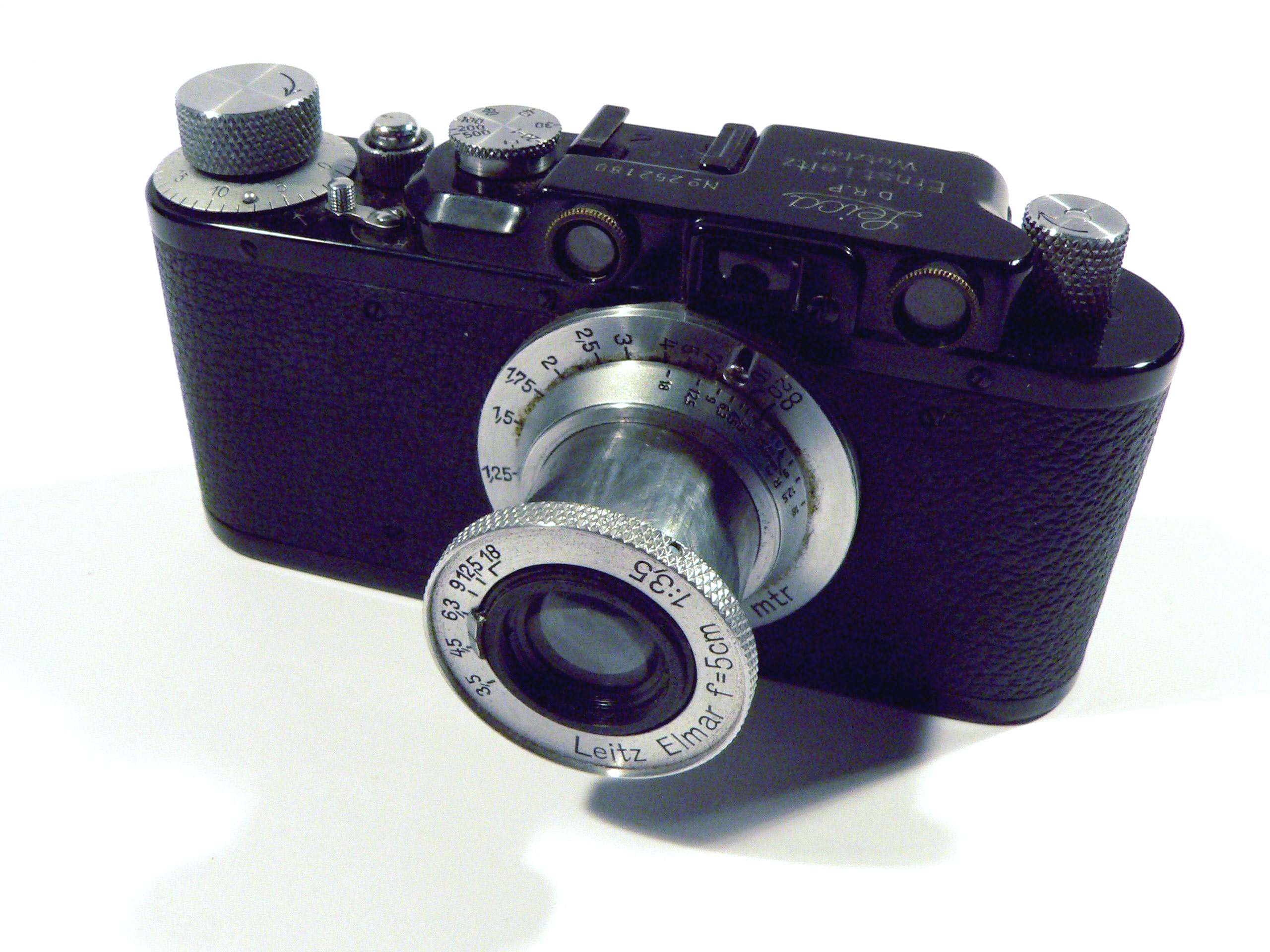
Leica II, 1932, s vestavěným hledáčkem a dálkoměrem
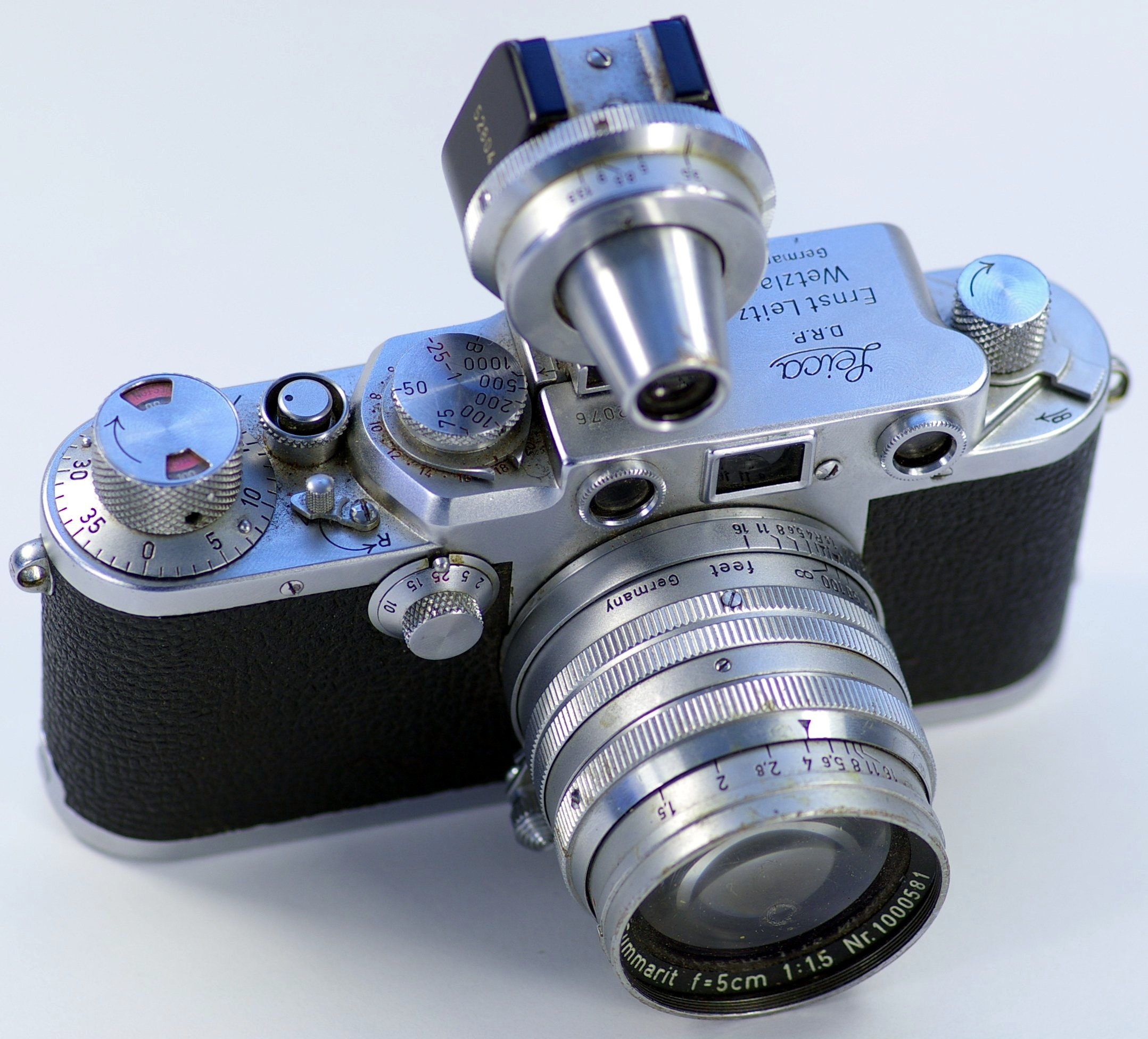
Leica IIIf (1950), jedna z posledních typů, s objektivem 50 mm/f1.5 Summarit se závitem M39

## Současnost
Leica na podzim 2008 uvedla na trh novou zrcadlovku S2 se snímacím čipem o rozměrech 45×30 mm. Tento CCD snímač nabízí vysoké rozlišení 37,5 megapixelů.
Leica M9 je digitální dálkoměrná bezzrcadlovka s full-frame senzorem v malém těle, nejmenším v této kategorii. Obsahuje obrazový senzor Kodak o rozlišení 18,5 Megapixelu a je slučitelný se všemi bajonety Leica M. Na trh byl fotoaparát uveden v září 2009.
Dne 10. května 2012 společnost na trh uvedla model Leica M Monochrom, což je digitální fotoaparát ze série dálkoměrných aparátů řady M vybavený monochromatickým senzorem. Fotoaparát je prvním full-frame digitálním černobílým aparátem.